# Radobýl
Radobýl (niem. Radobil, Radebeule) – góra w północnych Czechach, niedaleko Litomierzyc, w pasmie Czeskiego Średniogórza. Jej wysokość wynosi 399,4 m n.p.m. Zbudowana jest głównie z bazaltów, które przyjmują charakterystyczny kształt słupów. W celu wydobycia bazaltu został uruchomiony kamieniołom (obecnie nieczynny).
Góra ma charakterystyczny dla Czeskiego Średniogórza stożkowaty kształt. Południowe stoki góry pokrywa trawiasta roślinność stepowa. Występują liczne gatunki mięczaków i motyli.
Człowiek pojawił się na Radobýlu już w epoce brązu, góra służyła wówczas jako miejsce kultu. Od średniowiecza na żyznych, wulkanicznych glebach uprawiana jest winorośl (okolice Litomierzyc słyną z produkcji wina). Od XVII wieku na szczycie znajduje się krzyż.

## Turystyka
- Žalhostice - Radobýl - Litoměřice

## Linki zewnętrzne

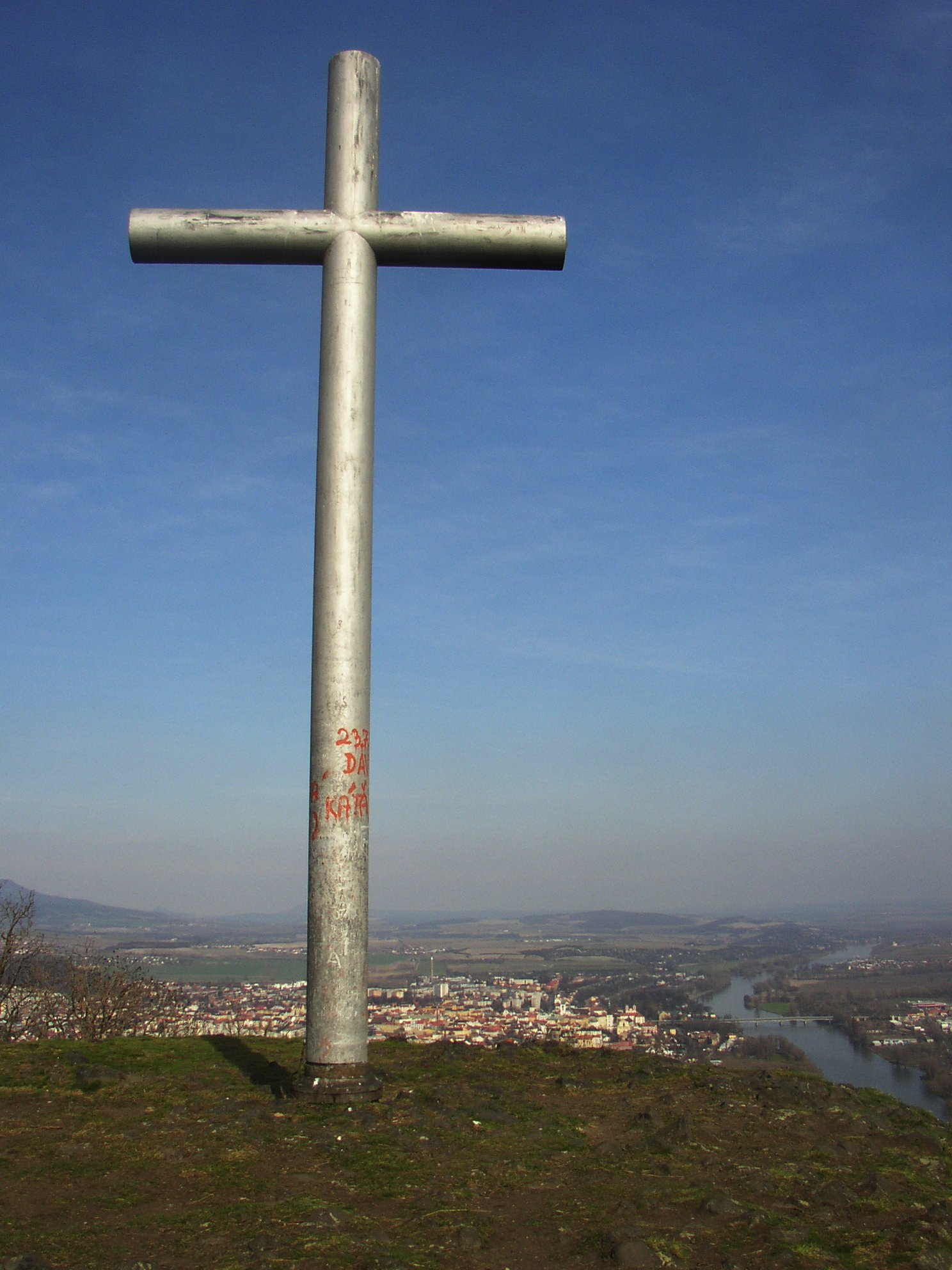
Krzyż na wierzchołku
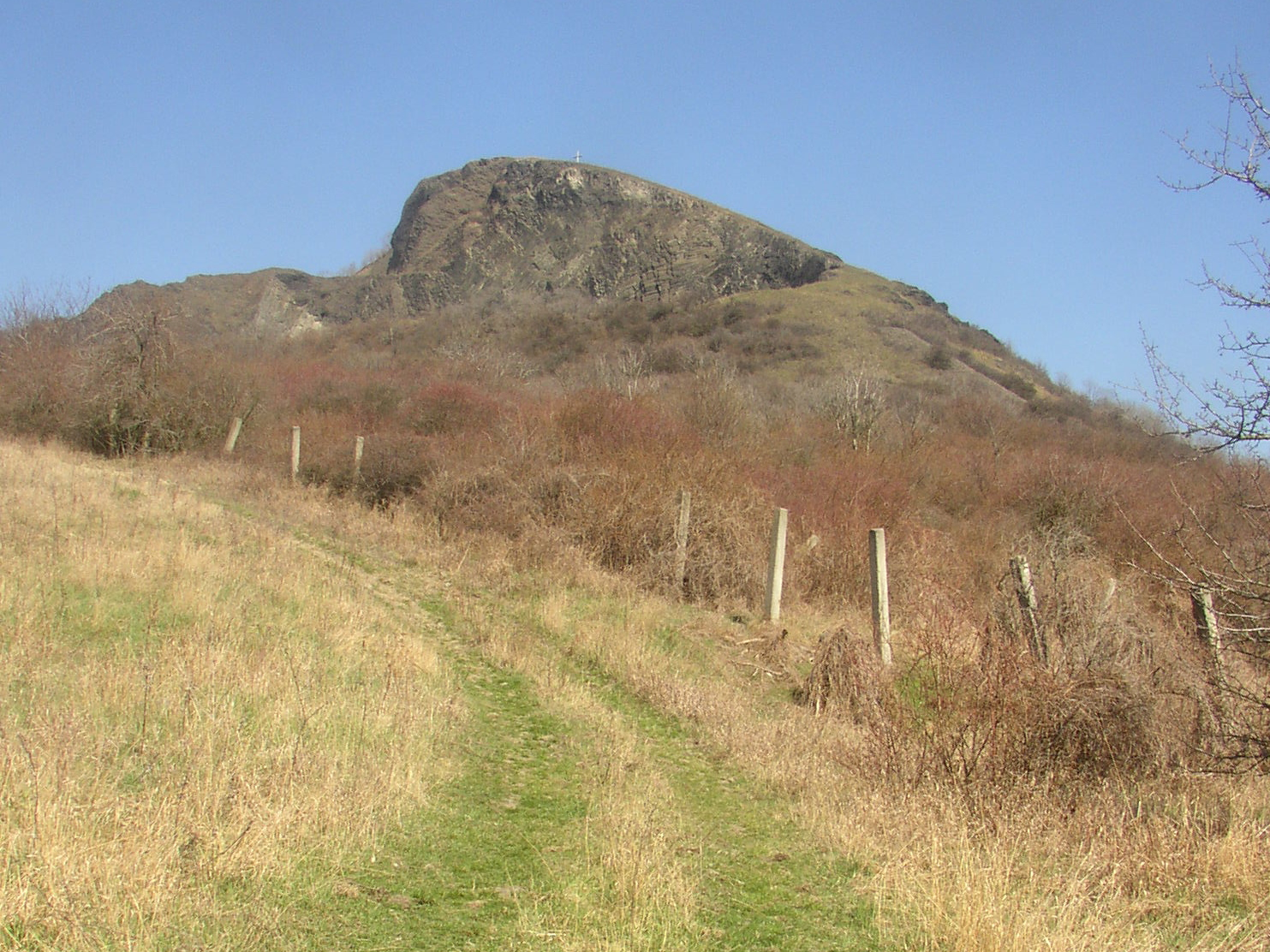
Radobýl i kamieniołom od strony Žalhostic
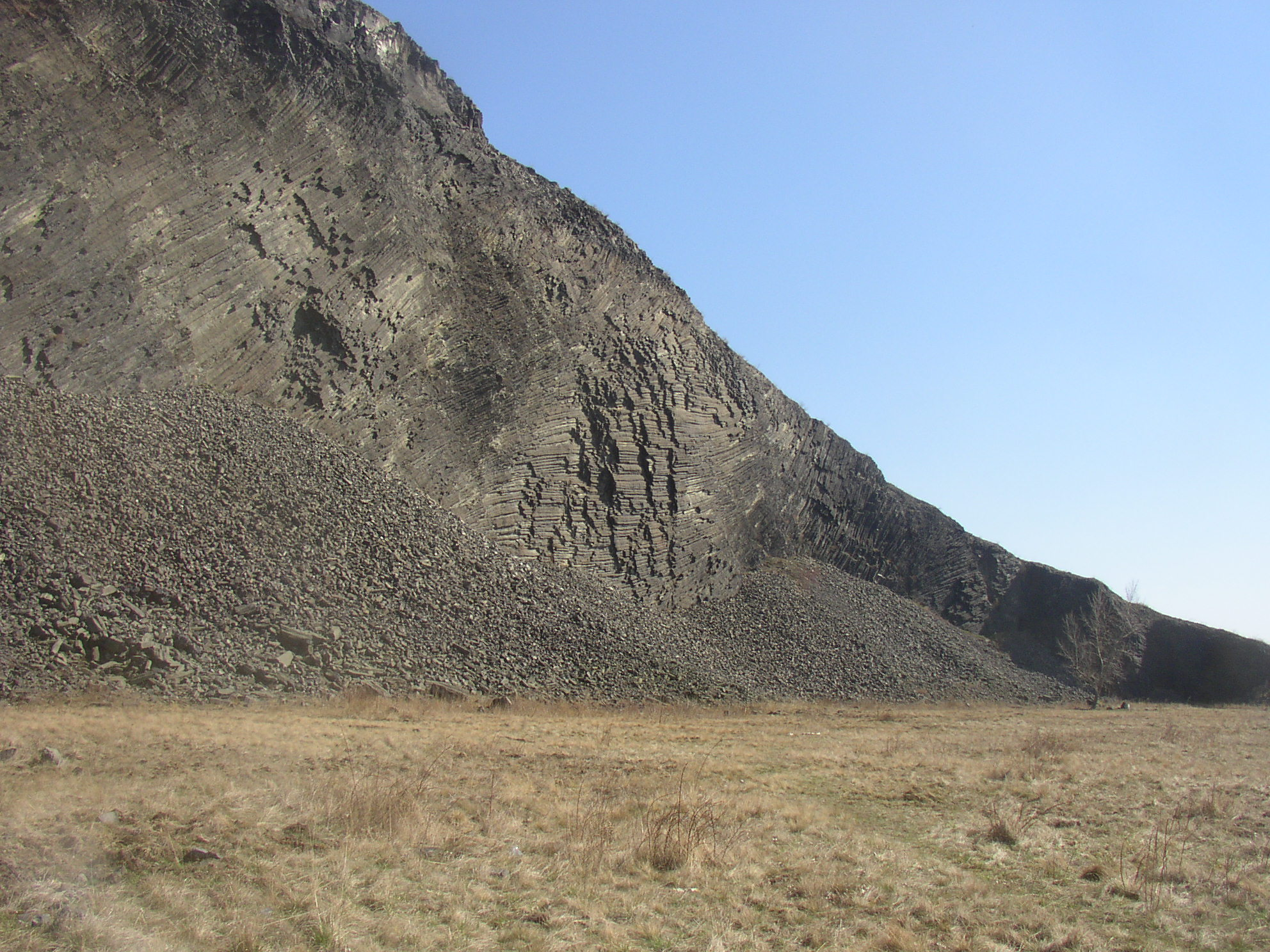
Skały bazaltowe w opuszczonym kamieniołomie